# 文心雕龍札記
《文心雕龍札記》，簡稱《札記》，是黃侃對於文心雕龍在北京大學講學時所作的筆記，後於1927年由北京文化學社出版，後又多次再印。《札記》被視為是現代文心雕龍學的奠基之作，在學界被高度重視。:149

## 成書
黃侃在留學日本的時候，早已經聆聽其師章太炎講授《文心雕龍》。在1914年9月，黃侃應章太炎的介紹，在北京大學講授文學，詞章學及中國文學史，其中教授的內容就包括了《文心雕龍》，因他在北大教授《文心雕龍》的名稱是「文章作法」，故此主要教授的是創作論的20篇。而《札記》本身是黃侃1914至1919年在北大任教時的講義。:47-49它的實際完稿時間不詳，按鐘歆《詞言通釋》之說，是在1916年完成，但是按徐復觀所說，他在1917年才完成《隱秀》篇補文。在正式出版之前，他曾經將此書的一些章節登於《新中國》、《華國月刊》之上。在1925年前的文章標題尚未有《札記》字樣，但是在此之後的文章都有《札記》的字樣。:47
他的創作動機大約有四個。首先，他在该書的題辭和略例中希望以此書指正《文心雕龍輯注》的錯誤。:88此外，有學者主張《札記》是「舊文學行將結束」的作品，認為《札記》產生在桐城派、文選派、樸學派三家的角力中，認為黃侃的目的就是為了批評桐城派的古文理論，削弱桐城派的影響。他在書中指「世人忽遠而祟近，遺實而取名，則夫陽剛陰柔之說，起承轉合之談，吾儕所以為難循，而或者方矜為勝義」，而桐城派的姚鼎正正提出了「陽剛陰柔」之說，而「起承轉合之談」是「桐城派」以「時文」為古斗的八股風氣的表現。章太炎也提及，當時黃侃正和桐城派所競爭。當時，桐城派學者姚永樸將自己的課程內容寫成了《文學研究法》。《文學研究法》的體例和《文心雕龍》相同，在當中阐述了文学的起源、流变、本质、功能、风格等等，使桐城派在北京大學的地位更加堅固。而《文心雕龍札記》的出現正正是批判了當時桐城派的觀點，以改變桐城派在北大的地位。而黃侃所提出的一些新觀點，例如文章的「道」是自然之「道」，文章的「氣」是自由之氣，這些在《札記》出現的觀點使黃侃在桐城派和新派的鬥爭之間取得勝利。
另一派認為黃侃創作的目的是為了回應新文化運動中被斥為是「桐城谬种，选学妖孽」的回应，1917年新文化運動興起，詆斥文言，倡導白話文學。當時錢玄同對於黃侃作出了批評“顾同时与之（新文学）对峙者，有旧文学一派。旧派中以刘师培氏为之首，其他如黄侃、马叙伦者，则与刘氏结合，互为声援者也。」認為他是屬於舊文學的一派。以文法問題為例，當時新文化運動批評當時的寫作文章和詩詞的文不追求文法結構，認為駢文、律詩都應該追求文法。但是黃侃在《札記·章句》回應認為，只要「一字之義」是可以理解的話，其所組成的「數字之義」必然也是可以令人理解的，故此中國沒有講述文法的書籍。並引用俞樾《古书疑义举例》“文法书虽工言排列组织之法，而于旧文有所不能施用」，認為文法並不適用於文言文，注解中暗含新文學運動作為對手的意圖。:77-85
也有學者認為，黃侃急於結集成書，打破自己五十歲前不出版書籍的原則是因為當時聽到弟子范文瀾打算出版《文心雕龍講疏》的緣故。據統計，范文瀾對於《札記》的承襲高達70%。張海明觀察當時登於刊物上的文章，發現1925年前的文字較為整飭，但是在此之後的文章估計都是之前寫就的文稿，且是連載，而范文瀾的《文心雕龍講疏》正是出版於同年。張海明推測，駱鴻凱可能在1925年時告知黃侃出版的消息，接着便登於各學刊，並於1927年出版，而目的正是恐他人不知《札記》是先於《文心雕龍講疏》形成。

## 理論
《札記》同時吸收了章太炎和阮元的思想，但也同時了折衷兩者的思想。例如章太炎反對阮元的《文言說》「孔子以用韵比偶之法，错综其言，而自名曰『文』」，認為只有韻文才是「文」的說法，而認為「文理、文字、文辭皆稱文」，而黃侃認為「彥和謂書記廣大，衣被事體，筆札雜名，古今多品，是真能悉文章之原者。紀氏乃欲刪其繁文，是則有意狹小文辭之封域，烏足與知舍人之妙誼哉！」認為紀昀刪減「文」的範圍是不當的。但同時他也吸收了一些《文言說》的觀點，例如他在《原道》篇中也引錄了一些阮元的觀點作己用，認為雖然不是帶有用韻的才可以算作「文」，但是他認可「韻語」、「偶詞」的文學特色，反對過於質樸的無華之作。:147-149:93
黃侃在書中提出了「文本自然」、「酌中循實」、「文宜研術」三個主要論點。劉勰在《原道》中提出來的「道」並不是後世所指出來的「文以載道」，而是道家所言的「自然之道」，且認為是來自於《韓非子·解老》中發展而來的，兩者所指的「道」都有事物發展規律的性質:55-56。此外，他主張以「折衷為法」，例如他在《札記》中主張拯救當時南朝的時弊的方法是酌中循實。:60-61另外，黃侃是首次以「為文之術」的觀點在觀察《文心雕龍》，認為寫作者都應該先訓練「文術」的技巧。:63他在《札記》中寫作了《隱秀》篇的補文，認為隱秀對於《文心雕龍》整體而言的意義重大，缺失甚為可惜，所以補作。他大致也按着劉勰的寫作方法，先以一系列對偶的方法解釋「隱」、「秀」的關係，再解釋隱秀和「自然」以及「神思」的關係，再在兩方面舉例說明解釋，最後再歸至創作論。:83在書中他也對於《文心雕龍》進行了校勘、注釋。校勘一共24校，大多為理校。注釋大多有220條，引用了孫詒讓《札迻》5條、李祥《文心雕龍補注》18條。:88
針對於「文本自然」的理論，黃侃指明劉勰的「道」和「文以載道」不同，是自然之道。紀昀雖然也有指出自然是《原道》的理論之一，在批評點時有提及「齊梁文藻，日競雕華，標自然以為宗，是彥和吃緊為人處」，但是他所指的「自然」也只是相對於「文藻」、「雕華」的文風理念，依然將「原道」的「道」理解為古文家的「道」，在《原道》篇即謂：「文以載道，明其當然，文原於道，明其本然」。黃侃是首次真正點明劉勰的「道」是「自然之道」的學者，他在《原道》中認為劉勰的道和後世「言文以載道者截然不同」，認為假如劉勰的「道」理解為「文以載道」中的「道」的話，就當於將萬物的本原都承載在文章中，認為「文以載道」將文章強行加上一層道理上去，會使「膠滯而罕通」，使文章無味。:152-154此外當時的文論家又將劉勰的「復古」和古文八大家的「復古」視為其一，他在書中表明了劉勰的「復古」思想是包括了「銜華佩實」，包括了一些華麗的藻飾，但是古文家主張的「宗經」就只著重了「實」而認為「樸陋」之文為佳，兩者有所不同。
「酌中循實」語出於《札記·風骨》，黃侃認為：「大抵舍人論文，皆以循實反本，酌中合古為貴，全書用意，必與此符」。雖然劉勰在《文心雕龍》是批評當時的文風主張以華麗為主，而黃侃當時所處的桐城派以尊祟古文為主，兩者所批評的文學傾向有所不同，但是他們兩者都是主張以「中道」為主。劉勰在《通變》中主張「斯斟酌於質文之間，而櫽括於雅俗之際，斯可言通變矣。」要求在「質文」和「雅俗」之中找尋合適的「中道」。而黃侃在《札記·麗辭》中主張：「奇偶之用，變化無方，文質之宜，所施其別。或鑑於對偶之未流，遂謂駢文為下格：或懲於流俗之恣肆，遂謂非駢體不得名文，斯皆拘滯於一隅，非閎通之論也。惟彥和此篇所言，最合中道。」，同樣認為在「文質」和「奇偶」之間應該以不偏不倚的適中態度寫作。
在語言方面，黃侃在《札記》中主要關注修辭和文法。在修辭方面，張少康指出當時的文論家大多將劉勰「文綉鞶視，離本彌甚」的文壇現狀視為是《文心雕龍》的全部要義，而無視了劉勰祟采貴文的思想，《札記》折衷了兩者，肯定了「文章本貴修飾」的論點，又肯定了「去甚去泰」的主張，提出劉勰雖然批評當時過於藻飾的文壇現狀，但是不否定藻飾文采本身，認為藻飾只要合適即可。他認為黃侃這樣理解更合《文心雕龍》的主旨，妙眼獨到。
在文法方面，黃侃強調「文有定法」，認為語言運用雖然各有所異，可以變化，但語言結構是不能變化的，「雖歷千載，而粲如新」。此外，他認為訓詁不只是訓字義，「今谓研探古籍，必自分析章句始」，而是應該從章句開始，重視分析章節句子的重要性，認為創作的時候應該分析章節和句子，沒有「不辨章句而能工者也」。他在書中對於《馬氏文通》給了好的評價，認為「凡致思於章句者」，都應該閱讀它，認為它雖然「小有罅隙，亦未足为疵，盖创始之难也」，認可他作為創始書籍的困難之處。即使有人認為《文通》並不師古，他維護了《文通》認為這就像是七音和三十六字母一樣在西方而來，而學者也認可了它們。討論文法的書在古代也沒有，可見其出現是合理的。

## 迴響
黃侃在書中所提出的「自然之道」的解釋在民國時期起了相當大的迴響，其解釋得到了學界的高度認同。在1921年，杨鸿烈引用了《原道》，指刘勰“首先就标出一个文学的自然主义出来，就是要先有自然的情感和思想，然后自然的描写」，以自然解釋「道」的概念。李冰若又總結認為《文心雕龍》「尚自然，重情致」。钱基博雖然指《文心》“实开八家之先声”，依然將劉勰与唐宋古文家聯系起來，但是他在《文心雕龙校读记·原道》说：“所谓道者，盖自然耳」，同意道就是「自然」的概念。:83-84
他的弟子李曰剛在《文心雕龍斟詮》中認為，此書是「民國鼎革以前，清念學士大夫多以讀經之法讀文心，大別不外於校勘、評解二途，於彥和之文論思想甚少闡法。黃氏札記適完稿於人文薈萃之北大，復於中西文化劇烈交綏之時，因此札記初出，即震驚文壇，從而令學術思想界對文心雕龍之實用價值，研究角度，均作革命性之調整，故季剛不僅是彥和之功臣，尤為我國近代文學批評之前驅」。:2515此話本出於王更生的《文心雕龍研究》中，但是再加上「彥和之功臣」、「文學批評之前驅」兩者，點明了他自己的看法。牟世金認為「《文心雕龍札記》的意義不僅僅是課堂教學的產物，更是《文心雕龍》研究史上的巨大變革」。戚良德認為，《文心雕龍札記》的意義不只是「彥和之功臣」，而是有濃厚的「六經注我」的色彩，另創了自己的文學批評理論。:20

## 版本
| (20)1927年北平文化學社本 | (20)1927年北平文化學社本 | (20)1927年北平文化學社本 | (20)1927年北平文化學社本 | (20)1927年北平文化學社本 | (20)1927年北平文化學社本 |                          |                          |  |  | 武昌本 | 武昌本 | 武昌本 | 武昌本 | 武昌本                   | 武昌本                   |                          |                          |                          |                          | (11)1935年文藝叢刊本 | (11)1935年文藝叢刊本 | (11)1935年文藝叢刊本 | (11)1935年文藝叢刊本 | (11)1935年文藝叢刊本 | (11)1935年文藝叢刊本 |                          |                          |                          |                          | (31)1947年川大本         | (31)1947年川大本         | (31)1947年川大本 | (31)1947年川大本 | (31)1947年川大本 | (31)1947年川大本 |  |  |  |  |  |  |  |  |
| (20)1927年北平文化學社本 | (20)1927年北平文化學社本 | (20)1927年北平文化學社本 | (20)1927年北平文化學社本 | (20)1927年北平文化學社本 | (20)1927年北平文化學社本 |                          |                          |  |  | 武昌本 | 武昌本 | 武昌本 | 武昌本 | 武昌本                   | 武昌本                   |                          |                          |                          |                          | (11)1935年文藝叢刊本 | (11)1935年文藝叢刊本 | (11)1935年文藝叢刊本 | (11)1935年文藝叢刊本 | (11)1935年文藝叢刊本 | (11)1935年文藝叢刊本 |                          |                          |                          |                          | (31)1947年川大本         | (31)1947年川大本         | (31)1947年川大本 | (31)1947年川大本 | (31)1947年川大本 | (31)1947年川大本 |  |  |  |  |  |  |  |  |
|                          |                          |                          |                          |                          |                          |                          |                          |  |  |        |        |        |        |                          |                          |                          |                          |                          |                          |                      |                      |                      |                      |                      |                      |                          |                          |                          |                          |                          |                          |                  |                  |                  |                  |  |  |  |  |  |  |  |  |
|                          |                          |                          |                          |                          |                          |                          |                          |  |  |        |        |        |        |                          |                          |                          |                          |                          |                          |                      |                      |                      |                      |                      |                      |                          |                          |                          |                          |                          |                          |                  |                  |                  |                  |  |  |  |  |  |  |  |  |
|                          |                          |                          |                          |                          |                          |                          |                          |  |  |        |        |        |        |                          |                          |                          |                          |                          |                          |                      |                      |                      |                      |                      |                      |                          |                          |                          |                          |                          |                          |                  |                  |                  |                  |  |  |  |  |  |  |  |  |
|                          |                          |                          |                          |                          |                          |                          |                          |  |  |        |        |        |        |                          |                          |                          |                          |                          |                          |                      |                      |                      |                      |                      |                      |                          |                          |                          |                          |                          |                          |                  |                  |                  |                  |  |  |  |  |  |  |  |  |
|                          |                          |                          |                          |                          |                          |                          |                          |  |  |        |        |        |        |                          |                          |                          |                          |                          |                          |                      |                      |                      |                      |                      |                      |                          |                          |                          |                          |                          |                          |                  |                  |                  |                  |  |  |  |  |  |  |  |  |
|                          |                          | (20)1971年台北學人月刊本 | (20)1971年台北學人月刊本 | (20)1971年台北學人月刊本 | (20)1971年台北學人月刊本 | (20)1971年台北學人月刊本 | (20)1971年台北學人月刊本 |  |  |        |        |        |        | (31)1962年香港新亞書院本 | (31)1962年香港新亞書院本 | (31)1962年香港新亞書院本 | (31)1962年香港新亞書院本 | (31)1962年香港新亞書院本 | (31)1962年香港新亞書院本 |                      |                      |                      |                      |                      |                      | (31)1962年北京中華書局本 | (31)1962年北京中華書局本 | (31)1962年北京中華書局本 | (31)1962年北京中華書局本 | (31)1962年北京中華書局本 | (31)1962年北京中華書局本 |                  |                  |                  |                  |  |  |  |  |  |  |  |  |
|                          |                          |                          | (20)1971年台北學人月刊本 | (20)1971年台北學人月刊本 | (20)1971年台北學人月刊本 | (20)1971年台北學人月刊本 | (20)1971年台北學人月刊本 |  |  |        |        |        |        | (31)1962年香港新亞書院本 | (31)1962年香港新亞書院本 | (31)1962年香港新亞書院本 | (31)1962年香港新亞書院本 | (31)1962年香港新亞書院本 | (31)1962年香港新亞書院本 |                      |                      |                      |                      |                      |                      | (31)1962年北京中華書局本 | (31)1962年北京中華書局本 | (31)1962年北京中華書局本 | (31)1962年北京中華書局本 | (31)1962年北京中華書局本 | (31)1962年北京中華書局本 |                  |                  |                  |                  |  |  |  |  |  |  |  |  |
|                          |                          |                          |                          |                          |                          |                          |                          |  |  |        |        |        |        |                          |                          |                          |                          |                          |                          |                      |                      |                      |                      |                      |                      |                          |                          |                          |                          |                          |                          |                  |                  |                  |                  |  |  |  |  |  |  |  |  |
|                          |                          | (20)1979年台北新文豐社本 | (20)1979年台北新文豐社本 | (20)1979年台北新文豐社本 | (20)1979年台北新文豐社本 | (20)1979年台北新文豐社本 | (20)1979年台北新文豐社本 |  |  |        |        |        |        | (31)1973年台北文史哲本   | (31)1973年台北文史哲本   | (31)1973年台北文史哲本   | (31)1973年台北文史哲本   | (31)1973年台北文史哲本   | (31)1973年台北文史哲本   |                      |                      |                      |                      |                      |                      |                          |                          |                          |                          |                          |                          |                  |                  |                  |                  |  |  |  |  |  |  |  |  |
|                          |                          | (20)1979年台北新文豐社本 | (20)1979年台北新文豐社本 | (20)1979年台北新文豐社本 | (20)1979年台北新文豐社本 | (20)1979年台北新文豐社本 | (20)1979年台北新文豐社本 |  |  |        |        |        |        | (31)1973年台北文史哲本   | (31)1973年台北文史哲本   | (31)1973年台北文史哲本   | (31)1973年台北文史哲本   | (31)1973年台北文史哲本   | (31)1973年台北文史哲本   |                      |                      |                      |                      |                      |                      |                          |                          |                          |                          |                          |                          |                  |                  |                  |                  |  |  |  |  |  |  |  |  |

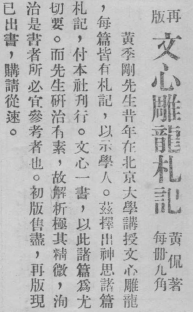
文化學社在書後的廣告

說明：括號內為篇數，20篇即指《神思》第二十六至《總術》第四十四；11篇即指於《原道》第一至《頌贊》第九，再加上《議對》、《書記》兩篇；31篇即指上者兩者的整合。:49-52
在1927年，文化學社黃侃對由《神思》第二十六至《總術》第四十四，再加上《序志》一篇以及由他的弟子駱鴻凱補作的《物色》篇札記的注解結集出版，即是《札記》，但當時他在《新中國》、《華國月刊》時所發表的一些和《文心雕龍》有關的文章，例如《原道》、《頌贊》等的札記並沒有收入文化學社的首版之內，其實際原因不詳。封面有大字「文心雕龍札記」，下有小字「丁卯六月柳庶堪」。內芯每頁11行，每行25字，共250頁。之後文化學社又再於1935年再版。黃侃在離開北大之後，也曾在武昌高等師範學院、武昌中華大學等地方講述《文心雕龍》，而他在武昌高等師範學院講學時油印了自己的講義，即是武昌本。1935年，黃侃在南京逝世，中央大學所辨的《文藝叢刊》出版了紀念專號，將武昌油印出來的講義錄出對於《原道》第一至《頌贊》第九，再加上《議對》、《書記》兩篇，即是文藝叢刊本。1947年，按祖保泉的回憶，四川大學的中文系的學生提議集資翻印《文心雕龍札記》，之後佘雪曼到校，借出其藏本翻印。本次是首次將《文心雕龍札記》31篇合為一體出版，但是印數極少。川大本封面墨綠色，共88頁，由華英書局發行，封面有佘雪曼瘦金體「文心雕龍札記」題字。:49-51
《札記》在大陸和港台流傳，形成了各種不同的版本。1962年，經黃侃兒子黃念田授權，中華書局將北京文化學社本和文藝叢刊本經校勘為一集，是大陸最通行的版本。在台灣，學人月刊雜誌社（1971年）以及新文豐出版社（1979年）都按文化學社本出版，和原版相同只有20篇。1962年，潘重規按武昌本和文化學社本合編並加上自己的校語，將《序志》移到《原道》篇之前。並加上駱鴻凱補作的《物色》篇札記出版。之後台灣文史哲出版社亦按此版在1973年再版，是台灣最流行的版本。大陸各出版社版本又基於中華書局的版本出現了數個版本（書名作者從略）:50-52：
- . 華東師範大學出版社. 1996.
- 周勛初 [導讀]. . 上海古籍出版社. 2000.
- 吳方 [導讀]. . 中國人民大學出版社. 2004.
- . 上海世紀出版集團. 2006.
- 黃延祖 [重輯]. . 中華書局. 2006.